# Ottrott
Ottrott är en kommun i departementet Bas-Rhin i regionen Grand Est (tidigare regionen Alsace) i nordöstra Frankrike. Kommunen ligger i kantonen Rosheim som tillhör arrondissementet Molsheim. År 2022 hade Ottrott 1 594 invånare.

## Befolkningsutveckling
Antalet invånare i kommunen Ottrott
| Referens: INSEE |